# توماس وليامز (سياسي بريطاني)
توماس وليامز (بالإنجليزية: Thomas Samuel Beauchamp Williams)‏ هو طبيب عسكري وسياسي بريطاني، ولد في 1877، وتوفي في 7 يوليو 1927. حزبياً، نشط في حزب العمال. في الانتخابات العامة في المملكة المتحدة 1923 ‏، انتخب عضو برلمان المملكة المتحدة الـ33 عن دائرة Kennington (UK Parliament constituency) ‏ (6 ديسمبر 1923 – 9 أكتوبر 1924).